# Philoponella operosa
Philoponella operosa là một loài nhện trong họ Uloboridae.
Loài này thuộc chi Philoponella. Philoponella operosa được Eugène Simon miêu tả năm 1896.